# 百度贴吧
百度贴吧是百度旗下的一项社区服务，为用户提供了创建特定主题、参与、管理为中心的讨论区平台。每个讨论区都被称为“吧”，如“游戏吧”、“cos play吧”、“抗压背锅吧”。百度贴吧涵盖广泛的主题，包括但不限于电影、音乐、游戏、科技、体育、医疗、旅游、亚文化、美食、购物等等。

## 发展历程
2003年12月3日，百度贴吧上线运营。
2004年11月，百度贴吧成为中国大陆最大的中文论坛。
2005年，百度贴吧拥有120万个主题社区，每天有350万用户访问和200万留言。受惠于湖南电视台举办的超级女声节目影响，相关贴吧流量飙升，间接促成百度访问量超过新浪网，成为全球第一大中文网站。公职人员通过贴吧了解舆情。
2009年8月10日，贴吧事业部成立，全面负责产品线技术、运营等工作。
2010年，贴吧日访问量峰值达10亿。
2011年7月，百度撤销原有贴吧事业部编制，并入大产品技术团队。
2012年4月19日，贴吧俱乐部功能正式启用。
2012年11月，百度贴吧注册用户达6亿，活跃用户数达2亿，占当时中国大陆网民总数的39%。此时，贴吧有450万个吧，300万个吧主。
2017年6月1日，应《中华人民共和国网络安全法》要求，贴吧强制实行实名制认证制，一个手机号对应一个ID。
2019年5月23日，根据百度贴吧官方账号“贴吧管理官方”的消息，百度官方于5月28日在百度贴吧更新吧主申请功能。
2019年1月7日，贴吧第60亿个贴 （页面存档备份，存于）诞生。
2021年8月20日，百度贴吧以账户安全为由要求PC端发帖必须经由手机APP扫码后才能发布，2021年10月下旬取消这一决定。

### 海外发展
2010年8月，百度贴吧日本版上线。
2011年底，百度贴吧日本版关闭服务。
2012年7月，百度相继推出百度贴吧越南版、马来语版。
2015年5月，百度贴吧越南版禁止所有登录。
从约2018年12月21日开始，海外看百度貼吧圖片会无法正常显示。但是使用安卓手机网页版则正常，但限制浏览，推行手机APP。
有用户在2019年3月进行访问时发现越南、巴西、泰国版已关闭服务。

## 事件
2008年4月，有吧主因贴吧内容被警方传审。
2009年4月15日前，创建贴吧的方式是发新帖，在此之后，创建贴吧的用户需要申请并受系统审核，
在早期，发帖无需登录，以IP地址作为用户名；后来，百度贴吧管理员对IP地址发贴以及级别较低的用户发贴增加了验证码限制，并加强了发帖关键词过滤功能。
2009年3月27日，改变外观，增加皮肤功能，取代了原有的蓝白界面；由于遭受用户抵制，上线仅一天后即恢复原有界面。
2009年5月，在未说明明确原因的情况下关闭中国大陆各大学的贴吧，7月，百度對高校貼吧進行全新改版，變為班級俱樂部的形式。
2012年7月，贴吧禁止了IP地址的发帖权限；部分贴吧被限制发帖资格；禁止创建名称包含敏感词的贴吧、对已有的，设置为只读、清空或关闭；部分贴吧无法申请吧主。带有敏感词的信息被阻止发表或替换成星号，或被人工刪除，有时用户被封禁。贴吧允许用户自行解除封禁，但对解禁次数有一定的限制。有时，贴吧强化内容管制。有人运用JavaScript技术设计并分享Greasemonkey脚本、小书签等工具尝试突破管制。
2013年，新版贴吧上线，出现漏洞：吧务删帖后可以查看发帖人的IP地址。2013年9月24日，贴吧取消IP封禁功能。
2016年，用户需要绑定百度钱包才能创建贴吧。
2016年5月23日凌晨，大部分文学小说类贴吧被封禁，原因是打击盗版。
2018年6月29日晚间，百度贴吧关闭了被媒体曝光存在大量有害内容的“戒赌吧”。
2019年12月，百度贴吧关闭了存在大量“违规内容”的基督教吧。
2019年5月13日晚间，百度贴吧官方发布公告，称由于“数据系统升级”，贴吧2017年1月1日前的所有帖子都已被隐藏，暂时无法访问，修复时间另行通知。当网友试图查看该日期前的帖子时，则会提示“帖子暂时无法访问”。之后部分贴吧2017年以前的帖子能被单独查看，但仍然无法通过列表的分页中查找。亦有网民推断此举是为了规避六四事件三十周年。

## 外观与管理模式

### 贴吧外观
在早期，贴吧外观非常简洁，发帖内容仅能为纯文本以及图片外链接。
2009年1月6日起在部分贴吧试点，新增加了头像区、签名档区，可以插入个性表情如兔斯基，每页由原来的50帖一页改为30个帖子一页，此外还可将帖子“切换到老版本”。目前该更新已经在所有贴吧普及。
2009年11月2日，百度贴吧个人中心升级为“i贴吧”。
某时，增加了仿照微博的“@”语法。
2011年6月下旬，百度在小部分贴吧内开始试用仿微博界面的新版贴吧。95%的投票者表示对新版不满。2011年8月上旬，进行新会员测试的贴吧取消该了该功能；但仍有一些贴吧依然保留新版。
2012年6月13日新版贴吧在全贴吧上线，界面更新后可以预览主题的片段内容、点亮喜欢贴吧后直接免除验证码不再需要等级3，部分讨论话题较为敏感的贴吧如开启神兽验证码（中文验证码）的贴吧则必须点亮贴吧并且达到4级以上方可免除验证码。中文验证码也一改之前的用户自行输入，变成了在九宫格里选择图片上对应的中文字进行验证码输入确认。
电脑网页端贴吧基本不再进行更新，界面极为老旧。
时间未知，百度贴吧的发帖验证码各个吧现在设置不同，例如
- 关注后即免验证码
- 关注后发一个帖子后免验证码
- 关注后达到一定等级免验证码
- 始终有中文超级验证码：如百度百科吧、115云盘吧、google吧等。

除百度官方的界面样式外，还有网民发表适用于Stylish的自定义CSS来修改贴吧的样式。

### 管理模式
一开始，具有管理权限的成员仅限于吧主以及百度官方的管理员，每个贴吧最多可设有3个吧主；后陆续增加小吧主、图片小编等。
百度贴吧可设立三个吧主及十个小吧主，部分热门贴吧可设置三十名小吧主，大吧主由百度管理员任命，小吧主由百度管理员或大吧主任命。吧主和小吧主可对网友发的贴进行删除，但只有大吧主可以封ID。2009年11月27日开始，小吧主亦可封ID。百度管理员可以随意删贴。
2011年8月上旬，百度在小部分贴吧适用贴吧等级制度。用户在每个贴吧中都有独立的等级，且在启用贴吧等级制度的贴吧中，加入会员将不必由吧主审核。2011年9月，等级制度在百度贴吧全面启用。

## 问题
问题主要有版聊、刷版、拆吧、破解、占吧、度娘抽风、广告泛滥、言论审查等。
版聊：指用户在贴吧内通过发帖形式进行网聊。
刷版：指在短时间内发送大量帖子，使贴吧首页被新发的帖子沾满，比如摆出特定图案以祝福某一人物，或通过大量制造空贴、旧帖（坟贴），进而扰乱发帖秩序，使贴吧功能陷于瘫痪状态。
破解：指用户根据百度贴吧的运行机制利用JavaScript等技术，通过DOM接口进行特定形式的发帖操作，如发帖时使用用户脚本给原文自动附加指定语句（俗称“小尾巴”）再发表。
度娘抽风：指正常浏览及发帖受到影响，系统无缘无故封禁大量用户账号的行为。
广告泛滥：官方规定商业类贴吧不设立吧主，这给广告提供了便利条件。部分商业贴吧的吧主是商家工作人员，其加入方式为百度贴吧企业平台。同时，界面两侧有广告商投放的广告。
言论审查：指用户正常发帖时，百度对帖子的内容进行关键字识别并删除含有敏感内容的行为。

## 文化影响
作为在中国大陆用户数额巨大的网络公共交流平台，许多网络次文化或流行语词出自于此。百度贴吧亦成为许多网络亚文化的策源地，如贾君鹏事件。
有的知名人物也在使用百度贴吧，如李毅、刘涛。有网友通过百度贴吧向伦敦奥运男子110米栏决赛不慎摔倒无缘奖牌的刘翔传送祝福。

### 贴吧用语
- 爆吧：对某贴吧进行干扰性或破坏性的洗版行为。这是官方声明[37]。
- 拆吧：通过各种方式如盗号、恶意申请吧主等后删除大量帖子、恶意清空贴吧的行为。这是新闻[38]。
- 吧：不相关人员通过各种方式如申请吧主、欺骗原吧主、盗号、利用贴吧管理员权限长期占领贴吧，恶意修改贴吧属性，或者多ID轮流占领贴吧的行为。
- 吧务：指被任命，有权限管理贴吧的贴吧用户，分为“大吧”、“小吧”、“小编”等。
- 吧主：是百度贴吧官方根据一定的标准来审核通过，受百度贴吧官方管辖的管理员[39]。吧主有官方提供的管理贴吧、任命与罢免管理团队成员的权利。吧主有配合官方各项管理工作、支持官方活动、对官方发布的信息或活动方案等敏感内容有保密的义务[40]。不履行义务的吧主会被撤销職銜。而商业吧主仅供企业用户购买，无需履行任何义务[41]。
- 十封循：简称十循，字面意义为循环对用户执行封禁十天的操作（贴吧大吧主所能给予的最长封禁天数是10天），相当于永久封禁。
- 吧宠：指因发表怪异言论被集体嘲讽的对象（攻击性强）。
- 经验加三：一种水贴行为。在百度贴吧上每一位非vip用户发一个贴即可得到3点经验，无意义。纯粹是获取经验行为。
- 十五字：用于突破字数限制水贴，使用“十五字十五字十五字十五字十五字”来水贴
- 破吧服：“在这个破吧我就服你”的简称。

### 表情符号
百度贴吧的表情符号中，泡泡表情系列较为常用，名为滑稽的斜眼笑得到中国大陆网民的喜爱。